# Отмъщение за Анджело
„Отмъщение за Анджело“ (на английски: Avenging Angelo) е американски криминален филм  от 2002 г. на режисьора Мартин Бърк. Във филма участват Антонио Бандерас, Маделин Стоу и Антъни Куин. Филмът получава най-вече отрицателни рецензии от критиката.

## Актьорски състав
| Актьор            | Роля                     |
| ----------------- | ------------------------ |
| Силвестър Сталоун | Франки Делано            |
| Маделин Стоу      | Дженифър Алиегхери Барет |
| Антъни Куин       | Анджело Алиегхери        |
| Раул Бова         | Марсело/Джианини Карбони |
| Хари Ван Горкъм   | Кип Барет                |
| Бил Гардел        | Бруно                    |
| Джордж Тоуилатос  | Лучио Малатеста          |